# Municipio de Mineral Springs (Carolina del Norte)
El municipio de Mineral Springs (en inglés: Mineral Springs Township) es un municipio ubicado en el  condado de Richmond en el estado estadounidense de Carolina del Norte. En el año 2010 tenía una población de 3.899 habitantes.

## Geografía
El municipio de Mineral Springs se encuentra ubicado en las coordenadas 35°4′58.54″N 79°44′59.18″O / 35.0829278, -79.7497722.